# هازال ساریکایا
هازال ساریکایا (به انگلیسی: Hazal Sarıkaya) (زادهٔ ۴ سپتامبر ۱۹۹۶) شناگر اهل ترکیه است.